# De rättfärdiga

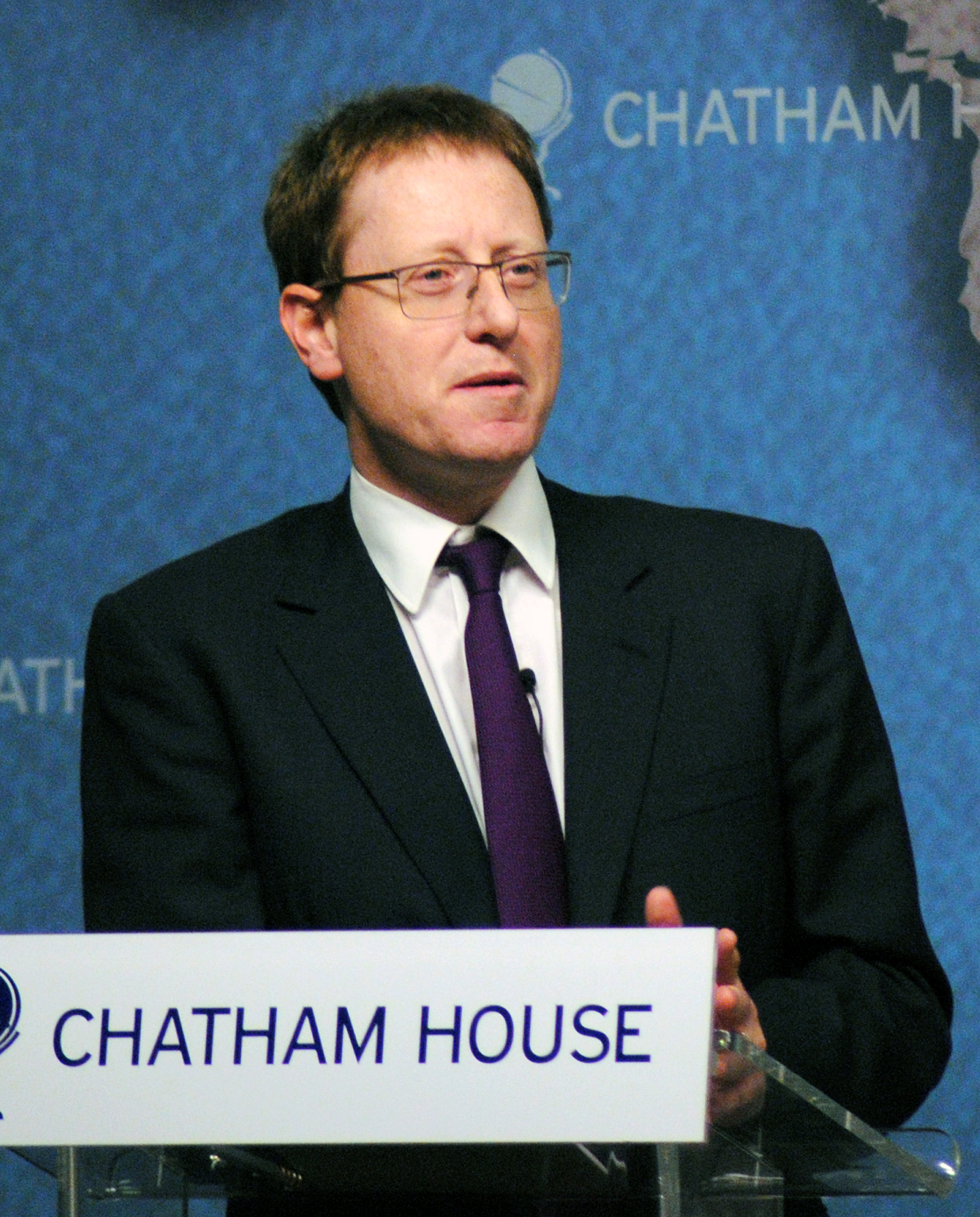
Jonathan Freedland, som skrev romanen under pseudonymen Sam Bourne.

De rättfärdiga är en spänningsroman av Sam Bourne (pseudonym för Jonathan Freedland) från 2007.

## Handling
De rättfärdiga handlar om den unga journalisten Will Monroe som skriver för tidningen The New York Times. Han får en kväll ett uppdrag att kolla upp ett mord i Brooklyn där en hallick blivit skjuten, men när Will börjar gräva i historien så dyker han ofrivilligt rätt in i en serie av mord som är svåra att länka samman. Wills flickvän blir sedan kidnappad av medlemmar av den chassidiska kolonin i Crown Heights, en stadsdel i New York, och här drar en härva igång i form av kodade sms och kryptiska gåtor som ska hjälpa Will att återfinna sin kidnappade hustru. Till sin hjälp har Will sin före detta flickvän TC.
Efter ett tag så inser Will att hela denna härva av mord och kidnappning har sin grund i judisk mysticism. Enligt judisk tradition finns det 36 rättfärdiga män som håller upp världen. Om dessa 36 människor dör så kommer således jorden att gå under. Dessa 36 män kallas för tzaddiker och är ofta till det yttre vanliga människor eller också ibland rent syndiga, det kan vara hallickar, alkoholister mm. Det dessa män har gemensamt är att de har en god själ och att de hjälper medmänniskor utan att göra det offentligt, de är ofta väldigt noga med att försäkra sig om att ingen annan vet om dessa goda handlingar.
Efter många om och men så inser Will att det är en extrem kristen grupp som ligger bakom morden och sällskapet inser då också att jordens undergång är nära.

## Utgåvor
- Bourne, Sam (2007). The righteous men. Harper. ISBN 978-0-06-124087-4. OCLC 148887475. https://www.worldcat.org/oclc/148887475
  - Bourne, Sam (2007). De rättfärdiga. Översättning: Broddvall Mai. Stockholm: Wahlström & Widstrand. Libris lwknzkr4jkk9wgsd. ISBN 9788742800478